# Курт Хоукинс
Брайан Майерс (англ. Brian Myers; род. 20 апреля 1985 или 19 апреля 1985, Глен-Ков, Нью-Йорк) — американский рестлер, наиболее известеный по выступлениям в WWE в 2006—2014 и 2016—2020 годах под именем Курт Хокинс (англ. Curt Hawkins). В настоящее время выступает в Impact Wrestling под своим настоящим именем.
Майерс подписал контракт с WWE в 2006 году. В 2007 году он был вызван в основной ростер и вместе с Заком Райдером выиграл командное чемпионство WWE. В 2014 году он покинул WWE и вернулся на независимую сцену и работал там до 2016 года, когда он вновь подписал контракт с WWE. Вскоре после своего возвращения он заработал рекордную для WWE 269-матчевую серию поражений, которая закончилась на WrestleMania 35, когда он выиграл командное чемпионство WWE Raw вместе с Заком Райдером, почти через десять лет после того, как они в последний раз владели командными титулами.

## Титулы и награды
- Alpha-1 Wrestling
  - A1 Alpha Male Championship (1 раз)[4][5]
- Create A Pro Wrestling
  - CAP Tag Team Championship (1 раз) — с Марком Стерлингом[6]
- Deep South Wrestling
  - DSW Tag Team Championship (2 раза) — с Бреттом Мейджорсом[7]
- Five Borough Wrestling 
  - FBW Heavyweight Championship (1 раз)[8]
- Florida Championship Wrestling
  - FCW Florida Tag Team Championship (1 раз) — с Кейленом Крофтом и Трентом Бареттой[9]
- Grim Toy Show Wrestling
  - GTS YouTube Wrestling Figures Heavyweight Championship (1 раз)[10]
- Ohio Valley Wrestling
  - OVW Southern Tag Team Championship (1 раз) — с Бреттом Мейджорсом[11]
- New York Wrestling Connection
  - NYWC Tag Team Championship (2 раза) — с Бреттом Мэттьюсом[12]
- Pro Wrestling Illustrated
  - PWI ставит его под № 128 в списке 500 лучших рестлеров 2019 года[13]
- Pro Wrestling Syndicate
  - PWS Television Championship (2 раза)[14]
  - PWS Television Title Tournament (2015)[15]
- Total Nonstop Action Wrestling
  - Командный чемпион мира TNA (1 раз) — с Тревором Ли[16]
- World Wrestling Entertainment/WWE
  - Командное чемпионство WWE Raw (2 раза) — с Заком Райдером[17]
- WrestlePro
  - WrestlePro Tag Team Championship (1 раз) — с Джоуи Джанеллой[18]